# ای‌تی‌ال ۲۷۰۱
ای‌تی‌ال ۲۷۰۱ (به انگلیسی: ATL 2701) یک کشتی بود که طول آن ۷۷٫۶۹ متر (۲۵۴٫۹ فوت) بود. این کشتی در سال ۱۹۶۶ ساخته شد.